# Marina Tomić
Marina Tomić, slovenska atletinja, * 30. april 1983, Celje.
Tomićeva je za Slovenijo nastopila v teku na 100 metrov z ovirami na Poletnih olimpijskih igrah 2012 v Londonu.